# Volker Henze
Volker Henze (* 1950 in Halle (Saale)) ist ein deutscher Maler, Grafiker und Bildhauer.

## Leben
Henze erlernte von 1965 bis 1969 den Beruf des Betriebsschlossers und legte das Abitur ab. 1969/70 absolvierte er bei Lothar Zitzmann das Grundstudium an der Hochschule für industrielle Formgestaltung Burg Giebichenstein in Halle. Von 1972 bis 1977 studierte er Malerei bei Gerhard Kettner und Paul Michaelis an der Hochschule für Bildende Kunst in Dresden und schloss dies mit dem Diplom ab.
Seit 1977 war Henze in Dresden freiberuflich tätig. 1979 wurde er Mitglied des Verbands Bildender Künstler (VBK) der DDR. Er hatte in der DDR eine bedeutende Zahl von Einzelausstellungen und Ausstellungsbeteiligungen.
1978 schuf Henze mit Reinhard Stangl und Hans Scheib das Bild „Wunder der Kunst“ im Foyer des Theaters der Freundschaft in Berlin. Von 1978 bis 1981 war er mit Eberhard Göschel, Peter Herrmann, Helge Leiberg, Michael Freudenberg und anderen an der Organisation von Ausstellungen und Kunstaktionen im Leonhardi-Museum Dresden beteiligt und nahm an verschiedenen Künstlerfesten in Dresden und Pfaffroda teil.
Wegen seiner Teilnahme an der „Türenausstellung“ im Rahmen des Ausstellungszyklus „Dezennien“, die das Ein- und Ausgeschlossensein zum Thema hatte, wurde Henze 1980 erstmals vom Ministerium für Staatssicherheit (MfS) überwacht und bedrängt. Das MfS legte hierzu den Operativen Vorgang „Grund“ an und observierte Henze bis zum Ende der DDR 1989.
Von 1981 bis 1985 organisierte Henze mit Ursula und Hans Scheib Ausstellungen, Konzerte, Lesungen und andere Kunstaktionen im Atelier Sredzkistrasse 64 in Berlin-Prenzlauer Berg. Mehrfach wurden bei diesen halbprivaten Veranstaltungen in der DDR verbotene Texte, Bilder und Musikstücke gezeigt. Als das Ehepaar Scheib 1985 in die Bundesrepublik ausreiste, endete diese Zusammenarbeit.
1983 schuf Henze mit Karla Woisnitza ein zweiteiliges Wandbild mit dem Titel „Strukturen des Lebens und der Materie“ für einen Schulneubau in Berlin. 1984 bis 1987 war er Leiter von Mal- und Zeichenkursen sowie Kunstseminaren in Berlin-Weißensee.
Nach der deutschen Wiedervereinigung 1990 bereiste Henze Italien und war zeitweise Leiter eines Kunstcamps in Frignano. 1992 wurde er Stipendiat der Stiftung Kulturfonds Berlin und war bis 1996 Projektleiter für Zeichnen und Gestalten in der „Offenen Kunstwerkstatt“ in Berlin-Prenzlauer Berg und Lehrer für Malerei und Skulptur in mehreren Sommerkursen. 1995 schuf er unter dem Titel „Drehscheiben“ verschiedene Objekte für die Räume des Theaters K.I.E.T.Z. in Dessau.
1998 erhielt Henze einen Lehrauftrag am Lernpsychotherapeutischen Institut Schultz-Hencke Haus Berlin. Außerdem war er Lehrer für Malerei und Skulptur an der Thüringer Sommerakademie, wo er unter anderem die Seminarreihe „Übungen zur Bildfindung“ anbot. Seit 1998 übernahm Henze verschiedene Lehrtätigkeiten an der Volkshochschule Berlin-Hohenschönhausen, der Kunsthochschule Berlin-Weißensee und an der Universität Dortmund.
2008 bis 2015 nahm Henze an verschiedenen Kunstprojekten in Georgien teil und stellte mehrfach in der Nationalgalerie in Tiflis aus. Weitere Studienreisen führten ihn nach Kanada und Japan.
Seit 2015 ist Henze Mitglied im Lehniner Institut für Kunst und Kultur. Henze lebt in Berlin und seit 2017 in Hohenfinow-Struwenberg in Brandenburg.
2010 erhielt Henze auf Anregung des früheren Bundespräsidenten Horst Köhler von dessen Nachfolger Christian Wulff den Auftrag, alle bisherigen Amtsinhaber in Öl zu porträtieren. Im September 2012 wurden die Gemälde von Wulffs Nachfolger Joachim Gauck in der Galerie im Erdgeschoss des Amtssitzes des Bundespräsidenten im Schloss Bellevue öffentlich präsentiert. An den Arbeiten wurde Kritik geübt, besonders von Christina Rau und Peter Raue, der die Bilder „erdrückend und scheußlich“ nannte. Im Oktober 2012 ließ Gauck die Bilder in den Vorraum zum Amtszimmer umhängen, der als deutlich weniger repräsentativ gilt und für die Öffentlichkeit nicht zugänglich ist. Der Kunsthistoriker Eugen Blume, der die Entstehung der Porträts im Auftrag des Bundespräsidialamts begleitet hatte, kritisierte diese Entscheidung.

## Ausstellungen und Projekte (Auswahl)
- 1983 Bunte Stube. Ahrenshoop
- 1987 Galerie Rotunde im Alten Museum Berlin
- 1988 Der eigene Blick. Berliner Kritiker zeigen Kunst ihrer Wahl, Ephraim-Palais Berlin (beteiligt)
- 1989 Konturen, Nationalgalerie Berlin (beteiligt)
- 1990 L’autre Allemagne sur le Mur, Grand Halle de la Villette Paris (beteiligt)
- 1991 Hauptsache Berlin, Kunstförderverein Weinheim
- 1995 Malerei auf Papier, Galerie Mitte Berlin
- 1995 Grund, Galerie im Turm Berlin
- 1997 Galerie parterre, Berlin
- 1997 Quellen der Freiheit, Wrocław
- 2001 Beyond the wall – ten Berlin Artists, Philip and Muriel Berman Museum of Art, Collegeville, USA
- 2002 Beyond the wall II, German House Gallery, New York, USA
- 2002 Beyond the wall III, Goethe-Institut, Washington, USA
- 2003 Kunst in der DDR, Neue Nationalgalerie Berlin
- 2004 – 2006 Ausstellungsprojekt Foundland I – III mit Peter Haller in Berlin, Brugg, Schweiz und Cobourg, Kanada.
- 2004 1. Preis Kunst am Bau Wettbewerb, Trauerfeierhalle Berlin-Blankenburg, Ausführung
- 2012 QUADRI Malerei, 123 Galerie MLS, Bordeaux, Frankreich